# Amel Hammiche
Amel Hammiche, née le 2 novembre 1999, est une lutteuse algérienne. 

## Carrière
Amel Hammiche est médaillée d'argent dans la catégorie des moins de 65 kg aux championnats d'Afrique 2020 à Alger.